# Erikbağı, Adilcevaz
Erikbağı là một xã thuộc huyện Adilcevaz, tỉnh Bitlis, Thổ Nhĩ Kỳ. Dân số thời điểm năm 2011 là 300 người.